# كهف راشمور
كهف راشمور (بالإنجليزية: Rushmore Cave)‏؛ هو كهف يقع في مقاطعة بنينغتون في الولايات المتحدة.

## السياحة
يعد «كهف راشمور» أحد مواقع الجذب السياحي في مقاطعة بنينغتون في ولاية داكوتا الجنوبية الأمريكية.